# Departamento judicial de Trenque Lauquen

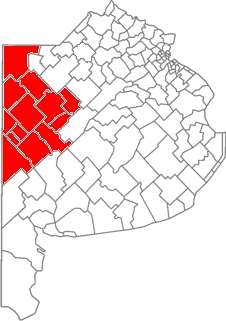
Departamento judicial de Trenque Lauquen.

El Departamento judicial de Trenque Lauquen es uno de los 18 departamentos judiciales en los que está dividida la Provincia de Buenos Aires, Argentina.
Abarca el territorio de los partidos de Adolfo Alsina, Carlos Casares, Carlos Tejedor, Daireaux, General Villegas, Guaminí, Hipólito Yrigoyen, Pehuajó, Pellegrini, Rivadavia, Salliqueló, Trenque Lauquen y Tres Lomas, en un área de 250,182 habitantes (Indec, 2010).
En él intervienen los Fuero Penal, Fuero de Familia, Fuero Civil, Fuero de Menores y Fuero Laboral.
Los tribunales se encuentran en la calle 9 de Julio N° 54 de la ciudad de Trenque Lauquen. Cuenta con las siguientes oficinas:
- Cámara de apelación en lo civil y comercial
- Cámara de apelación y garantías en lo penal
- Fiscalía General
- Defensoría General
- Juzgado Civil y Comercial N° 1
- Juzgado Civil y Comercial N° 2
- Tribunal en lo criminal N° 1
- Juzgado de garantías N° 1
- Juzgado de garantías N° 2
- Juzgado de ejecución
- Juzgado en lo correccional N° 1
- Juzgado en lo correccional N° 2
- Juzgado de transición N° 1
- Tribunales de menores
- Receptoría general de expedientes
- Archivo departamental
- Registro público de comercio
- Asesoría departamental
- Oficina de Mandamientos y Notificaciones
- Biblioteca
- Delegación de mantenimiento
- Delegación de la subsecretaría de administración
- Intendencia departamental
- Delegación de informática

Además:
- Juzgado de Paz de Adolfo Alsina
- Juzgado de Paz de Carlos Casares
- Juzgado de Paz de Carlos Tejedor
- Juzgado de Paz de Daireaux
- Juzgado de Paz de General Villegas
- Juzgado de Paz de Guaminí
- Juzgado de Paz de Hipólito Yrigoyen
- Juzgado de Paz de Pehuajó
- Juzgado de Paz de Pellegrini
- Juzgado de Paz de Rivadavia
- Juzgado de Paz de Salliqueló
- Juzgado de Paz de Trenque Lauquen
- Juzgado de Paz de Tres Lomas